# Sally Jameson
Sally Anne Jameson est une personnalité politique britannique du Parti travailliste. Elle siège en tant que députée pour Doncaster Central depuis 2024. 

## Biographie

### Jeunesse et carrière
Sally Jameson naît et grandit à Doncaster.
Elle est agent pénitentiaire dans une prison locale et présidente de la section du syndicat Prison Officers' Association,.

### Politique
Elle fait campagne pour le parti travailliste pendant 12 ans avant d'être élue, et est l'agent de l'ancienne députée Rosie Winterton. En juillet 2022, elle est sélectionnée pour se présenter aux élections générales de 2024 pour Doncaster Central. Elle est soutenue par Unison, ASLEF, Parti coopératif et USDAW. Elle remporte le siège avec 9 551 voix de plus que le candidat Nick Allen, et devient députée à partir du 4 juillet 2024.